# Regina King
Regina Rene King (Los Angeles, 15 januari 1971) is een Amerikaanse film- en televisieactrice. In 2019 kreeg ze een Oscar voor beste vrouwelijke bijrol voor haar vertolking in If Beale Street Could Talk.

## Biografie
Haar acteercarrière begon in 1985 met het spelen van de rol van Marla Gibbs' dochter Brenda in de televisieserie 227. Deze rol speelde ze tot 1990. In de film Boyz n the Hood van John Singleton had ze ook een rol naast een aantal bekende acteurs en actrices. In 1996 speelde ze de aanbidder van Martin Lawrence' personage in Thin Line between Love and Hate. In datzelfde jaar speelde ze in de blockbuster Jerry Maguire samen met Tom Cruise en Cuba Gooding jr.. Ze speelde de vrouw van Cuba Gooding Jr. Deze rol was haar grote doorbraak. In 2002 produceerde ze de film Final Breakdown. Vervolgens speelde ze in Daddy Day Care samen met Golden Globe-winnaar en Oscar-genomineerd acteur Eddie Murphy.
In 1998 speelde ze de rol van Carla Dean, de vrouw van Robert Clayton Dean (Will Smith) in de actiefilm Enemy of the State.
In 2004 speelde ze in de film Ray. Ze had een rol als zangeres Margie Hendricks in de band Raylettes. Haar rol leverde haar meerdere nominaties en prijzen op. In 2005 speelde ze in Miss Congeniality 2 samen met Sandra Bullock.
King sprak de stem van de personages Huey en Riley Freeman in voor de tekenfilmserie The Boondocks op Cartoon Network. Daarnaast had ze een rol in seizoen zes van de actieserie 24. Hierin speelde ze Sandra Palmer, de zus van president Wayne Palmer en David Palmer. Ze had ook een terugkerende rol in de sitcom The Big Bang Theory.
In 2019 kreeg ze een Oscar voor beste vrouwelijke bijrol voor haar vertolking in If Beale Street Could Talk.

### Privé
King ging naar de Westchester High School in Los Angeles en studeerde aan de University of Southern California.
Op 23 april 1997 trouwde ze met Ian Alexander sr. Ze kregen samen één kind. Op 8 november 2006 vroeg King een scheiding aan. Ze gaf als reden onoverkomelijk verschillen.

## Filmografie

### Als actrice

#### Film
- Boyz n the Hood (1991)
- Poetic Justice (1993)
- Higher Learning (1995)
- Friday (1995)
- A Thin Line Between Love and Hate (1996)
- Jerry Maguire (1996)
- How Stella Got Her Groove Back (1998)
- Enemy of the State (1998)
- Mighty Joe Young (1998)
- Love and Action in Chicago (1999)
- Down to Earth (2001)
- Final Breakdown (2002)
- Daddy Day Care (2003)
- Legally Blonde 2: Red, White & Blonde (2003)
- A Cinderella Story (2004)
- Ray (2004)
- Miss Congeniality 2: Armed & Fabulous (2005)
- The Ant Bully (2006) (stem)
- Year of the Dog (2007)
- This Christmas (2007)
- Our Family Wedding (2010)
- Planes: Fire & Rescue (2014) (stem)
- If Beale Street Could Talk (2018)
- The Harder They Fall (2021)

#### Televisie (selectie)
- 227 (1985–1990)
- The Boondocks (2005–2014)
- 24 (2007)
- Living Proof (2008)
- Southland (2009–2013)
- The Big Bang Theory (2013–2019)
- The Leftovers (2015–2017)
- Watchmen (2019)

### Als regisseuse

#### Film
- One Night in Miami (2020)

#### Televisie (selectie)
- Southland (2013)
- Scandal (2015–2016)
- This Is Us (2017)
- The Good Doctor (2018)